# Parvīz Khānlū
Parvīz Khānlū (persiska: پرويز خانلو) är en ort i Iran.   Den ligger i provinsen Östazarbaijan, i den nordvästra delen av landet, 500 km nordväst om huvudstaden Teheran. Parvīz Khānlū ligger 200 meter över havet och antalet invånare är 258.
Terrängen runt Parvīz Khānlū är kuperad åt sydväst, men åt nordost är den platt. Runt Parvīz Khānlū är det ganska glesbefolkat, med 42 invånare per kvadratkilometer. Närmaste större samhälle är Ḩasratān, 3,0 km sydväst om Parvīz Khānlū. Trakten runt Parvīz Khānlū består till största delen av jordbruksmark.